# Dr. Who and the Daleks
Dr. Who and the Daleks è un film di fantascienza del 1965 diretto da Gordon Flemyng. È il primo film basato sulla serie televisiva britannica Doctor Who ed è un remake dell'avventura The Daleks; il film è interpretato da Peter Cushing nella parte del Primo Dottore.

## Trama
Il Dottore si trova a casa assieme alle nipoti Susan e Barbara, quando arriva Ian, l'impacciato fidanzato di Barbara. Il Doctor Who mostra entusiasta la sua nuova invenzione a Ian, una macchina del tempo chiamata TARDIS. Ian, scivolando, aziona il sistema proiettando i quattro nel futuro su di un pianeta alieno.
Usciti dal TARDIS i quattro si imbattono in una foresta pietrificata, residuo di un'antica guerra nucleare che ha contrapposto i due popoli del pianeta: i pacifici Thal e gli aggressivi Dalek. Il Dottore, curioso di esplorare il pianeta, sabota la propria macchina del tempo togliendo un importante componente, costringendo così i compagni a recarsi nella vicina città.
Una volta giunto nella città extraterrestre, il gruppo viene a contatto con i Dalek, che fa prigionieri i terrestri sottraendo al Dottore il componente del TARDIS. I quattro sono però indeboliti dalle radiazioni che permangono sul pianeta. Susan viene mandata così al TARDIS a recuperare delle fialette donate loro dai Thal, che li possono immunizzare contro le radiazioni. Una volta ritornata alla città, Susan viene perquisita dai Dalek, che sequestrano una dose della medicina, consentendo ai quattro di assumere l'altra. I Dalek vogliono riprodurre la medicina dei Thal, così da immunizzarsi dalle radiazioni e uscire dalla città, dove vivono protetti all'interno di armature robotiche, ma la soluzione ha su di loro un effetto negativo. I Dalek progettano così di far esplodere delle potenti testate nucleari così da distruggere definitivamente i Thal.
Liberati dal giogo dei Dalek e raggiunti i Thal, il Dottore e i suoi compagni istigano i Thal ad attaccare i Dalek, così da difendersi preventivamente e recuperare il prezioso componente del TARDIS sequestrato dai Dalek, senza il quale i terrestri non possono far ritorno a casa.
Il Dottore e i suoi compagni ritornano alla città dei Dalek, dove vengono nuovamente fatti prigionieri. Ma la città viene attaccata in forze dai Thal, che, unitamente ai terrestri sconfiggono così i Dalek rivoltando le loro stesse armi contro di essi.

## Produzione

### Soggetto
Il film è una trasposizione di un'avventura con protagonista il Primo Dottore, interpretato da William Hartnell. Più esattamente si tratta del remake cinematografico della seconda avventura della prima stagione The Daleks, diretta da Christopher Barry e Richard Martin e scritta da Terry Nation, trasmessa dalla BBC in 7 puntate da 25 minuti l'una a partire dal 21 dicembre 1963.

### Cast
Nel film Peter Cushing indossa per la prima volta i panni del Primo Dottore, in televisione interpretato da William Hartnell. Il personaggio è però sostanzialmente diverso dalla sua controparte televisiva, dal momento che non si tratta di un Signore del Tempo extraterrestre originario del pianeta Gallifrey, ma di un umano che ha progettato il TARDIS personalmente assieme a un non meglio identificato "collega". Peter Cushing caratterizza il personaggio del Dottore come un anziano scienziato dall'andatura molto incerta, bonario e un po' buffo, cosa che muterà radicalmente nella successiva incarnazione cinematografica del personaggio nel film del 1966 Daleks - Il futuro fra un milione di anni, dove apparirà sostanzialmente più "serio" ed energico.
Susan, la nipote del Dottore, qui interpretata da Roberta Tovey, viene rappresentata come una bambina, a differenza della serie televisiva in cui è un'adolescente. Anche i personaggi di Barbara e Ian sono sostanzialmente mutati rispetto alle loro controparti televisive, dove sono due insegnanti di Susan. Qui Barbara è invece una nipote del Dottore mentre Ian è il suo fidanzato. Ian, inoltre, viene rappresentato come una macchietta, fortemente impacciato e responsabile di numerose gaffe.
La storia è, nel suo originale televisivo, la prima apparizione degli storici antagonisti del Doctor Who, i Dalek, che il Signore del Tempo raggiunge a bordo del TARDIS sul loro pianeta natale Skaro (che tuttavia qui non viene mai nominato). Nel soggetto appaiono per la prima volta anche gli altri abitanti del pianeta Skaro, i Thal, umanoidi pacifici, che riappariranno in alcune avventure successive della serie classica.

## Distribuzione
Il film è stato proiettato a Londra il 25 giugno del 1965, per essere poi distribuito nel resto del Regno Unito a partire dal 23 agosto successivo. Negli Stati Uniti è stato distribuito dal luglio del 1966, in Spagna dal 6 aprile 1969. Il 6 ottobre 2006 è stato trasmesso in televisione in Finlandia e ridistribuito nei cinema britannici il 4 maggio 2013, in occasione del cinquantennale della serie televisiva.
Il film non è mai stato doppiato né proiettato nei cinema italiani, venendo distribuito direttamente in home video nel 2009, unitamente a Daleks - Il futuro fra un milione di anni in un doppio DVD e in Bluray prodotto dalla Sinister Video.
Il film è stato distribuito con il titolo Doctor Who and the Daleks, oltre che nel Regno Unito, anche in Australia. Altri titoli con cui il film è stato distribuito sono: Dr. Who y los Daleks (Spagna), Doctor Who ja dalekit (Finlandia), Dr Who contre les Daleks (Francia), O Dr. Who kai oi Dalekoi (Grecia, edizione home video), Dokutâ Hû in Kaijin Dareku no Wakusei (Giappone), Doktor Who i Dalekowie (Polonia), Доктор Кто и Далеки (Unione Sovietica).

## Colonna sonora
La colonna sonora del film è composta da Barry Gray più tardi noto come autore delle musiche delle serie televisive di Gerry e Sylvia Anderson, quali ad esempio UFO e Spazio 1999.